# Matt Elliott (muzyk)
Matt Elliott – brytyjski muzyk pochodzący z Bristolu. Producent i multiinstrumentalista. Był członkiem zespołów Movietone oraz Amp. Karierę solową rozpoczął pod pseudonimem Third Eye Foundation. Od roku 2001 wydaje muzykę pod własnym nazwiskiem. 
Twórczość zespołów, do których w początkach swej kariery należał Elliott, można określić jako eksperymentalny post-rock. Charakterystyczną rolę odgrywały w nich mocno przesterowane gitary. W latach późniejszych, nagrywając jako Third Eye Foundation, Elliott tworzył muzykę będącą mieszanką drill'n'bassu, trip hopu oraz innych gatunków z pogranicza elektroniki i nowych brzmień. W ostatnich albumach Elliotta widoczna jest inspiracja muzyką słowiańską. Czerpią one ze wschodnioeuropejskiego folku, są przepełnione melancholią i niemal w całości pozbawione eksperymentalnej elektroniki. 
8 pierwszych płyt Elliotta wydała brytyjska wytwórnia Domino. Od roku 2005 artysta mieszka w Paryżu, gdzie wydaje dla francuskiej wytwórni Ici D'Ailleurs. 
Elliott jest również producentem albumów Rustic Houses, Forlorn Valleys oraz The Cycle Of Days And Seasons zespołu Hood, a także singli dla mniej znanych angielskich grup.

## Dyskografia
Dyskografia zawiera albumy Elliotta wydane jako Third Eye Foundation oraz pod własnym nazwiskiem.

### Albumy
- Semtex (album)\Semtex (1996)
- In Version (1996)
- Ghost (1997)
- You Guys Kill Me (1998)
- Little Lost Soul (2000)
- I Poo Poo on Your JuJu (2001)
- The Mess We Made (2003)
- OuMuPo (2004)
- Drinking Songs (2005)
- Failing Songs (2006)
- Howling Songs (2008)
- The Dark (2010)
- The Broken Man (2012)
- Only Myocardial Infarction Can Break Your Heart (2013)
- The Calm Before (2016)

### Single
- Universal Cooler (1996)
- Semtex (1997)
- Sound of Violence (1997)
- Stars Are Down (1997)
- There's No End in Sight (1998)
- Fear of a Wack Planet (1998)
- In Bristol with a Pistol (1999)
- What Is It With You? (2000)
- Borderline Schizophrenic (2003)